# Șelimbăr
Șelimbăr (in ungherese Sellenberk, in tedesco Schellenberg) è un comune della Romania di 5399 abitanti, ubicato nel distretto di Sibiu, nella regione storica della Transilvania.
Il comune è formato dall'unione di 4 villaggi: Bungard, Mohu, Șelimbăr, Veștem.
Il 28 ottobre 1599 si svolse la cosiddetta Battaglia di Șelimbăr, decisiva per liberare a Michele il Bravo la strada che lo avrebbe portato ad entrare ad Alba Iulia ed a compiere il suo progetto di unire la Transilvania alla Ţara Românească, ovvero riunire sotto lo stesso sovrano Transilvania, Valacchia e Principato di Moldavia.